# Acacia unifissilis
Acacia unifissilis är en ärtväxtart som beskrevs av Arthur Bertram Court. Acacia unifissilis ingår i släktet akacior, och familjen ärtväxter. Inga underarter finns listade i Catalogue of Life.